# Zelzin
Zelzin (biał. Зельзін; ros. Зельзин) – wieś na Białorusi, w obwodzie brzeskim, w rejonie prużańskim, w sielsowiecie Zieleniewicze.
Siedziba parafii prawosławnej; znajdują się tu cerkiew parafialna pw. Podwyższenia Krzyża Pańskiego i kaplica cmentarna pw. Świętych Męczenników Wileńskich Antoniego, Jana i Eustachego.
W czasach carskich i II Rzeczypospolitej siedziba gminy Zelzin, zniesionej 30 grudnia 1922. W dwudziestoleciu międzywojennym leżał w Polsce, w województwie białostockim, w powiecie wołkowyskim. Dawniej na północny wschód od miejscowości znajdował się majątek ziemski Zelzin oraz w pobliżu wsi Krupa folwark o nazwie Zelzin.